# Rüfət Quliyev
Rüfət Quliyev (4 dicembre 1972) è un ex calciatore azero, di ruolo centrocampista.

## Carriera

### Nazionale
Ha collezionato 28 presenze con la propria Nazionale.